# Darry Cowl
Darry Cowl, pseudonimo di André Darricau (Vittel, 27 agosto 1925 – Neuilly-sur-Seine, 14 febbraio 2006), è stato un attore e musicista francese.

## Biografia
Fu scelto da Sacha Guitry per il film Assassins et voleurs (1956), ma raggiunse la celebrità con l'interpretazione del ruolo di Antoine Péralou nel film L'uomo a tre ruote (1957).
Interpretò ben 150 film, divenendo una star della commedia brillante. Dal 1964 compose anche musica per il cinema.
Nel 2004 gli fu conferito il Premio César come migliore attore non protagonista per la sua interpretazione nel film Mai sulla bocca.
Nel settembre 2005 era atteso un suo ritorno al teatro nell'opera Hold Up, ma le cattive condizioni di salute glielo impedirono. Morì nella sua casa di Neuilly-sur-Seine, all'età di 80 anni, a causa di un tumore ai polmoni.

## Filmografia parziale
- Queste maledette vacanze (Ces sacrées vacances) (1955)
- Bonjour sourire!, regia di Claude Sautet (1956)
- Miss spogliarello (En effeuillant la marguerite), regia di Marc Allégret (1956)
- Mademoiselle Pigalle (Cette sacrée gamine), regia di Michel Boisrond (1956)
- Courte tête (1956)
- Assassins et voleurs (1956)
- Paris, Palace Hôtel, regia di Henri Verneuil (1956)
- A piedi... a cavallo... in automobile (À pied, à cheval et en voiture), regia di Maurice Delbez (1957)
- L'uomo a tre ruote (Le triporteur) (1957)
- Totò, Vittorio e la dottoressa, regia di Camillo Mastrocinque (1957)
- Le lavandaie del Portogallo (Las lavanderas de Portugal), regia di Pierre Gaspard-Huit (1957)
- Fatti bella e taci (Sois belle et tais-toi), regia di Marc Allégret (1958)
- A pied, a cheval et en Spoutnik (1958)
- L'increvable (1959)
- Archimede le clochard, regia di Gilles Grangier (1959)
- La francese e l'amore (La française et l'amour), regia collettiva (1960)
- Mafiosi a Marsiglia (Les fortiches) (1961)
- Una ragazza a rimorchio (Les petits matins) (1961)
- Gli sbafatori (Les pique assiettes) (1961)
- I leoni scatenati (Les Lions sont lâchés), regia di Henri Verneuil (1961)
- Le parigine (Les parisiennes) (1962)
- I fortunati (Les veinards) (1962)
- La vedette (1963)
- Una ragazza nuda (Strip-tease), regia di Jacques Poitrenaud (1963)
- Le ragazze di buona famiglia (Les saintes nitouches) (1963)
- La bonne occase (1964)
- Jaloux comme un tigre (1964)
- I magnifici Brutos del West, regia di Marino Girolami (1964)
- 7-9-18 da Parigi un cadavere per Rocky (Des pissenlits par la racine) (1964)
- Per favore, chiudete le persiane (Les bons vivants) (1965)
- La fabbrica dei soldi (Les combinards) (1965)
- L'uomo di Hong Kong (Les tribulations d'un chinois en Chine), regia di Philippe de Broca (1965)
- La Bourse et la Vie, regia di Jean-Pierre Mocky (1966)
- Racconti a due piazze (Le lit à deux places) (1966)
- Ces messieurs de la famille (1967)
- Rosamunda non parla... spara (Elle cause plus, elle flingue) (1972)
- Il clan degli imbroglioni (La gueule de l'emploi) (1973)
- Non toccare la donna bianca (Touche pas à la femme blanche) (1974)
- La piccola grande guerra (Le jour de gloire) (1976)
- Arrete ton char... bidasse! (1977)
- General... nous voilà! (1978)
- Non rompeteci (Le bahut va craquer) (1981)
- Due ore meno un quarto avanti Cristo (Deux heures moins le quart avant Jésus-Christ) (1982)
- Le mele sono mature (On s'en fout... nous on s'aime) (1982)
- Che ci fa un prete fra le thailandesi? (Mon curé chez les Thaïlandaises) (1983)
- Telephone (Le téléphone sonne toujours deux fois) (1985)
- La vera storia della rivoluzione francese (Liberté, égalité, choucroute), regia di Jean Yanne (1985)
- Una notte in... camera (Une nuit à l'Assemblée Nationale) (1988)
- Ah! Se fossi ricco (Ah! Si j'étais riche) (2003)
- Mai sulla bocca (Pas sur la bouche) (2003)
- Marinai perduti (Marins perdus) (2003)
- Les Dalton (2004)
- Le bourgeois gentil mec (2005)

## Doppiatori italiani
- Gianfranco Bellini in Totò, Vittorio e la dottoressa, Una ragazza a rimorchio, Una ragazza nuda, L'uomo di Hong Kong
- Ferruccio Amendola in Rosamunda non parla... spara, Non toccare la donna bianca
- Stefano Sibaldi in Miss spogliarello
- Sergio Tedesco in Archimede le clochard
- Bruno Persa in I magnifici Brutos del West
- Oreste Lionello in Racconti a 2 piazze